# نوریا احمدووا
نوریا احمدووا (ترکی آذربایجانی: Nuriyyə Əhmədova; ۲۶ دسامبر ۱۹۵۰ – ۱۰ اکتبر ۲۰۱۵) بازیگر اهل کشور جمهوری آذربایجان بود.

## جوایز:
وی برندهٔ جوایزی همچون هنرمند خلق آذربایجان شده‌است.